# Agios Ioannis Lampadistis (Kalopanagiotis)

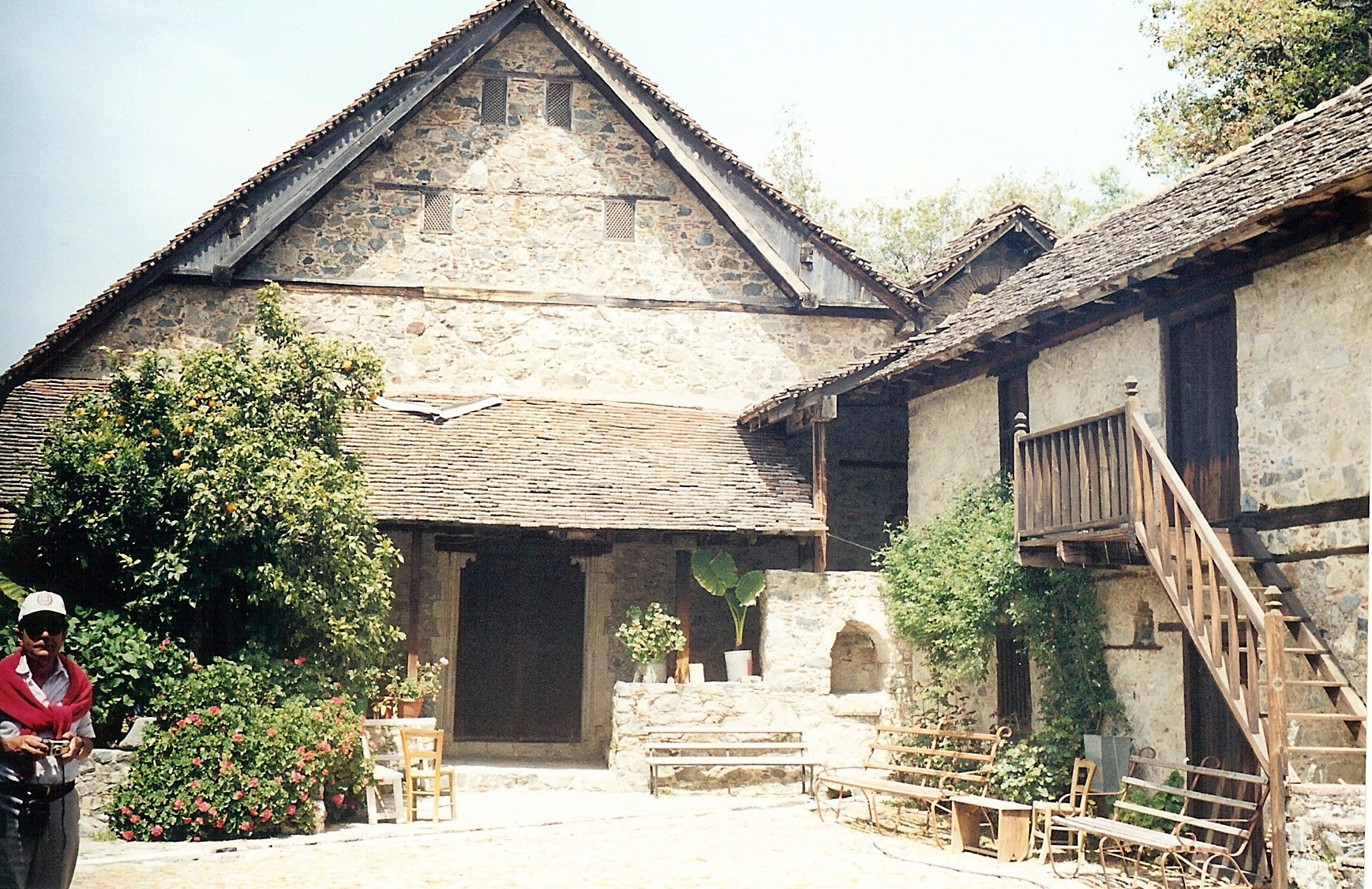
Agios Ioannis Lampadistis

Agios Ioannis Lampadistis (griechisch Αγιος Ιωαννης Λαμπαδιστης ‚heiliger Ioannis Lampadistis‘) ist ein Kirchenkomplex der zyprisch-orthodoxen Kirche auf Zypern, in der Gemeinde Kalopanagiotis. Die Kirche wurde 1985 von der UNESCO als Teil der Weltkulturerbestätte Bemalte Kirchen im Gebiet von Troodos in das UNESCO-Welterbe aufgenommen.

## Beschreibung

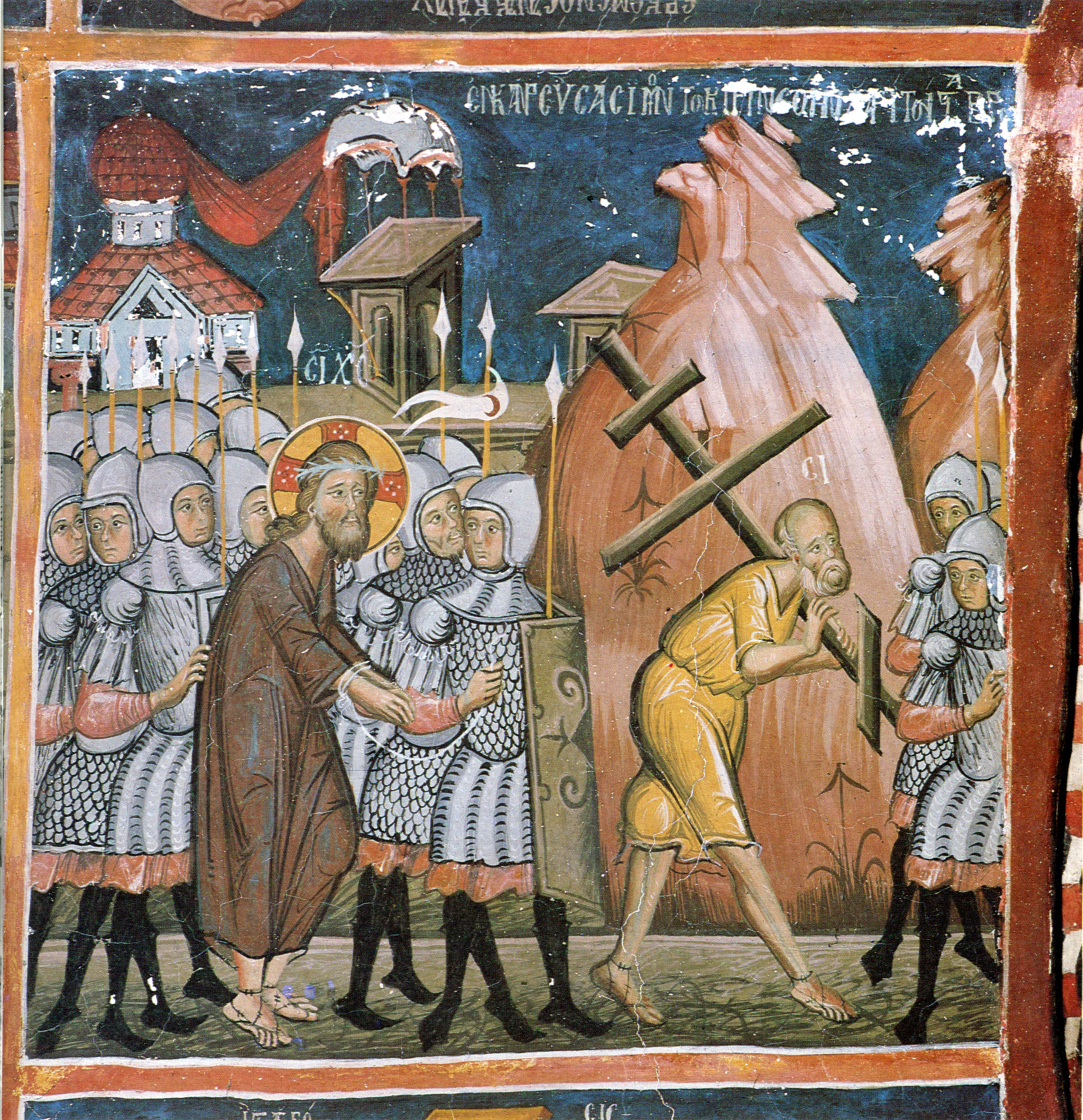
Kreuzweg Jesu

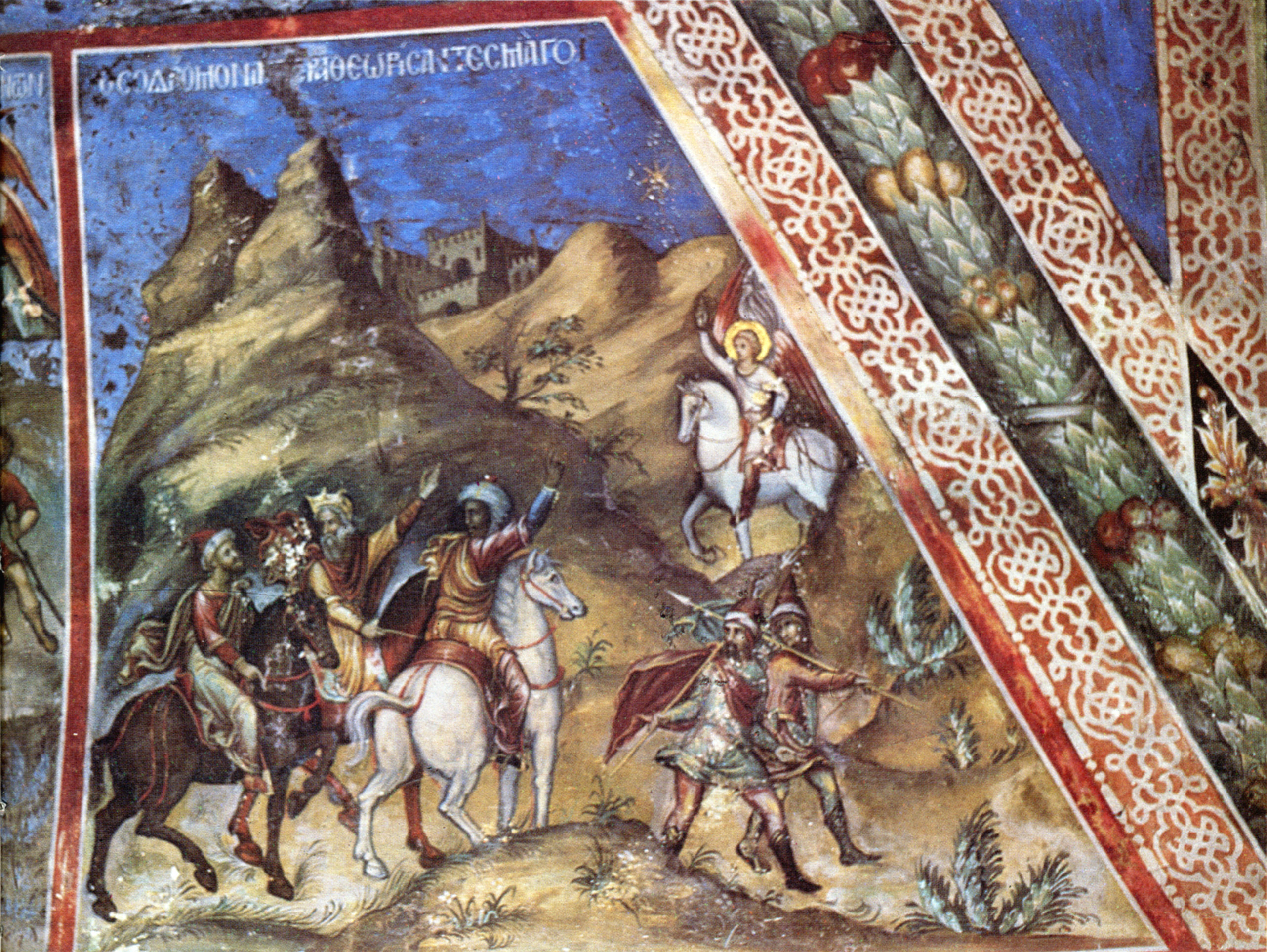
Aufbruch der drei Magier

Der Kirchenkomplex war Bestandteil eines nicht mehr bestehenden Klosters, das dem Heiligen Ioannis Lampadistis, einem Lokalheiligen, geweiht war. Der Komplex umfasst drei Kirchen (Agios Ioannis Lampadistis, Agios Iraklidios und eine lateinische Kapelle) sowie einen Narthex, die unter einem gemeinsamen Schindeldach vereinigt sind. Er gehört zu den Scheunendachkirchen im Troodos-Gebirge und liegt in der Nähe des Dorfes Kalopanagiotis. Die Fresken stammen aus dem 13. bis 16. Jahrhundert.
Die Hauptkirche des heiligen Ioannis Lampadistis wurde zu Beginn des 18. Jahrhunderts neu errichtet, so dass keine alten Fresken erhalten sind.
Die „Kirche des heiligen Iraklidios“ ist Herakleidios, dem ersten Bischof von Tamassos, gewidmet, der 45 n. Chr. von den Aposteln Paulus und Barnabas geweiht worden sein soll. In einem Gemälde des 14. Jahrhunderts sind die römischen Soldaten, die Jesus zur Kreuzigung führen, als westliche Ritter dargestellt.
In der „Lateinischen Kapelle“ wurde um 1500 der Marienhymnus Akathistos gemalt. Beim Aufbruch der drei Magier aus dem Osten weist ein Engel auf einem Schimmel auf den Stern hin. Es sei ein Meisterwerk postbyzantinischer, italienisierender dreidimensionaler Malerei. Mit den beiden verwegenen Gestalten mit ihren phrygischen Mützen, die entgegengesetzt davonschreiten, werde eine perfekte Balance erzielt.